# ジョベルト・アラウジョ・マルチンス
ベット（Beto）ことジョベルト・アラウジョ・マルチンス（Joubert Araújo Martins、1975年1月7日 - ）は、ブラジル出身の元サッカー選手（ミッドフィールダー）。
一般にはベット、ブラジル国内ではベット・カシャッサ（Beto Cachaça）あるいはベット・バラーダ（Beto Balada）として知られている。これは彼が飲酒（カシャッサ）した状況下でプレーしていたことから名付けられた。
リオデジャネイロの4大クラブ（CRフラメンゴ、CRヴァスコ・ダ・ガマ、フルミネンセFC、ボタフォゴFR）全てでプレーした元サッカーブラジル代表。

## 来歴
地方のクラブでプレーしていたが 、50足のスパイクを貰う条件でボタフォゴFRに加入。攻撃的なMFとして活躍し1995年カンピオナート・ブラジレイロ優勝に貢献。この活躍が認められブラジル代表に初招集されコパ・アメリカ1995準決勝のアメリカ戦で初出場。マリオ・ザガロ代表監督に高い身体能力を買われて、ボランチに転向した。並行して五輪代表にも選ばれるものの、怪我を理由に1996年アトランタオリンピック代表には選ばれなかった。
同年にセリエA・SSCナポリへ移籍するものの、1シーズンでブラジルに復帰。
1998年からCRフラメンゴに在籍し、カンピオナート・カリオカ制覇に貢献、1999年にブラジル代表としてコパ・アメリカ1999に出場し、同カップ戦優勝に貢献した。なお1998年にはセバスティアン・ラザロニ監督とジョエル・サンタナ監督時代にボイコット運動を起し結果的に2人を解雇に追い込んでいる。
2003年、Jリーグ・コンサドーレ札幌へ移籍し、J1昇格の切り札として期待されるもホームシックによるトラブルでわずか2ヶ月で退団する。
その後はCRヴァスコ・ダ・ガマに在籍し、2004年にはカンピオナート・カリオカ準優勝に貢献した。
2004年7月、セザール・サンパイオの退団による新外国人選手の獲得を目指していたJリーグ・サンフレッチェ広島へに移籍、攻守の核として活躍した。2006年ミハイロ・ペトロヴィッチ監督体制になってから出場機会が激減、同年9月28日ブラジル人の知人男性を殴って軽傷を負わせたとして傷害容疑で逮捕され、同年10月5日に広島側から解雇された。
翌2007年イツンビアラEC、同年8月からブラジリエンセFCに在籍する。翌2008年ロマーリオが獲得を熱望したことから古巣のヴァスコ・ダ・ガマへ復帰した。しかし出場機会に恵まれず同年8月に無断で練習をサボり、これが原因となり契約解除された。その後はセリエCのミストECに加入していた。
2009年5月にセルジッペ州のADコンフィアンサに加入、同年7月にサンタカタリーナ州にあるCFZ系列のCFZインビトゥーバに加入したものの、双方ともにベット自身の規律違反から長続きしなかった。

## 個人成績
| 国内大会個人成績 | 国内大会個人成績   | 国内大会個人成績 | 国内大会個人成績 | 国内大会個人成績 | 国内大会個人成績 | 国内大会個人成績 | 国内大会個人成績 | 国内大会個人成績 | 国内大会個人成績 | 国内大会個人成績 | 国内大会個人成績 |
| 年度             | クラブ             | 背番号           | リーグ           | リーグ戦         | リーグ戦         | リーグ杯         | リーグ杯         | オープン杯       | オープン杯       | 期間通算         | 期間通算         |
| 年度             | クラブ             | 背番号           | リーグ           | 出場             | 得点             | 出場             | 得点             | 出場             | 得点             | 出場             | 得点             |
| ブラジル         | ブラジル           | ブラジル         | ブラジル         | リーグ戦         | リーグ戦         | ブラジル杯       | ブラジル杯       | オープン杯       | オープン杯       | 期間通算         | 期間通算         |
| ---------------- | ------------------ | ---------------- | ---------------- | ---------------- | ---------------- | ---------------- | ---------------- | ---------------- | ---------------- | ---------------- | ---------------- |
| 1994             | ボタフォゴ         |                  | セリエA          | 22               | 0                |                  |                  |                  |                  |                  |                  |
| 1995             | ボタフォゴ         |                  | セリエA          | 23               | 0                |                  |                  |                  |                  |                  |                  |
| 1996             | ボタフォゴ         |                  | セリエA          | 15               | 4                |                  |                  |                  |                  |                  |                  |
| イタリア         | イタリア           | イタリア         | イタリア         | リーグ戦         | リーグ戦         | イタリア杯       | イタリア杯       | オープン杯       | オープン杯       | 期間通算         | 期間通算         |
| 1996-97          | ナポリ             | 10               | セリエA          | 22               | 4                |                  |                  |                  |                  |                  |                  |
| ブラジル         | ブラジル           | ブラジル         | ブラジル         | リーグ戦         | リーグ戦         | ブラジル杯       | ブラジル杯       | オープン杯       | オープン杯       | 期間通算         | 期間通算         |
| 1997             | グレミオ           |                  | セリエA          | 14               | 3                |                  |                  |                  |                  |                  |                  |
| 1998             | フラメンゴ         |                  | セリエA          | 18               | 6                |                  |                  |                  |                  |                  |                  |
| 1999             | フラメンゴ         |                  | セリエA          | 16               | 1                |                  |                  |                  |                  |                  |                  |
| 2000             | サンパウロ         |                  | セリエA          | 18               | 3                |                  |                  |                  |                  |                  |                  |
| 2001             | フラメンゴ         |                  | セリエA          | 20               | 2                |                  |                  |                  |                  |                  |                  |
| 2002             | フルミネンセ       |                  | セリエA          | 15               | 3                |                  |                  |                  |                  |                  |                  |
| 日本             | 日本               | 日本             | 日本             | リーグ戦         | リーグ戦         | リーグ杯         | リーグ杯         | 天皇杯           | 天皇杯           | 期間通算         | 期間通算         |
| 2003             | 札幌               | 8                | J2               | 7                | 1                | -                | -                | -                | -                | 7                | 1                |
| ブラジル         | ブラジル           | ブラジル         | ブラジル         | リーグ戦         | リーグ戦         | ブラジル杯       | ブラジル杯       | オープン杯       | オープン杯       | 期間通算         | 期間通算         |
| 2003             | ヴァスコ・ダ・ガマ |                  | セリエA          | 17               | 2                |                  |                  |                  |                  |                  |                  |
| 2004             | ヴァスコ・ダ・ガマ |                  | セリエA          | 3                | 0                |                  |                  |                  |                  |                  |                  |
| 日本             | 日本               | 日本             | 日本             | リーグ戦         | リーグ戦         | リーグ杯         | リーグ杯         | 天皇杯           | 天皇杯           | 期間通算         | 期間通算         |
| 2004             | 広島               | 6                | J1               | 14               | 2                | 1                | 0                | 1                | 0                | 16               | 2                |
| 2005             | 広島               | 6                | J1               | 28               | 1                | 5                | 0                | 2                | 0                | 35               | 1                |
| 2006             | 広島               | 6                | J1               | 13               | 0                | 6                | 0                | -                | -                | 19               | 0                |
| ブラジル         | ブラジル           | ブラジル         | ブラジル         | リーグ戦         | リーグ戦         | ブラジル杯       | ブラジル杯       | オープン杯       | オープン杯       | 期間通算         | 期間通算         |
| 2007             | イツンビアラ       |                  | セリエC          | 0                | 0                |                  |                  |                  |                  |                  |                  |
| 2007             | ブラジリエンセ     |                  | セリエB          | 7                | 0                |                  |                  |                  |                  |                  |                  |
| 2008             | ヴァスコ・ダ・ガマ |                  | セリエA          | 4                | 0                |                  |                  |                  |                  |                  |                  |
| 2008             | ミクスト           |                  |                  |                  |                  |                  |                  |                  |                  |                  |                  |
| 通算             | ブラジル           | ブラジル         |                  |                  |                  |                  |                  |                  |                  |                  |                  |
| 通算             | イタリア           | イタリア         | セリエA          |                  |                  |                  |                  |                  |                  |                  |                  |
| 通算             | 日本               | 日本             | J1               | 55               | 3                | 12               | 0                | 3                | 0                | 70               | 3                |
| 通算             | 日本               | 日本             | J2               | 7                | 1                | -                | -                | -                | -                | 7                | 1                |
| 総通算           |                    |                  |                  |                  |                  |                  |                  |                  |                  |                  |                  |

- Jリーグ初出場 - 2003年3月15日 対横浜FC戦（札幌ドーム）
- Jリーグ初得点 - 2003年3月22日 対モンテディオ山形戦（山形県総合運動公園陸上競技場）

## 代表歴
- ブラジル代表
  - 1995年 コパ・アメリカ（2試合0得点、準優勝）
  - 1999年 コパ・アメリカ（3試合0得点、優勝）

### 試合数
- 国際Aマッチ 11試合（1995年-1999年）[12]

| ブラジル代表 | 国際Aマッチ | 国際Aマッチ |
| 年           | 出場        | 得点        |
| ------------ | ----------- | ----------- |
| 1995         | 2           | 0           |
| 1996         | 1           | 0           |
| 1997         | 0           | 0           |
| 1998         | 0           | 0           |
| 1999         | 8           | 0           |
| 通算         | 11          | 0           |

## タイトル

### 選手時代
ボタフォゴFR
- カンピオナート・ブラジレイロ：1回（1995）
- ナショナルフットボールリーグ7：1回（2012）

CRフラメンゴ
- カンピオナート・カリオカ：3回（1999、2000、2001）
- タッサ・グアナバラ：2回（1999、2001）
- タッサ・リオ：1回（2000）
- コパ・メルコスール：1回（1999）
- コパ・ドス・カンピオンイス：1回（2000）

フルミネンセFC
- カンピオナート・カリオカ：1回（2002）

CRヴァスコ・ダ・ガマ
- タッサ・リオ：1回（2004）

ブラジル代表
- コパ・アメリカ：1回（1999）